# Пермские языки
Пе́рмские языки́ — группа языков, распространённых в России на территории Удмуртии, Республики Коми и Пермского края. Входят в состав финно-угорской ветви уральских языков.
К пермским языкам относятся:
- удмуртский язык
- коми язык
- коми-пермяцкий язык

Коми язык и коми-пермяцкий очень близки. По сути они являются наречиями одного языка.
Морфологически пермские языки относятся к агглютинативным языкам.

## История
В конце III тысячелетия до н. э. финно-угорский язык разделился на две ветви:
- праугорскую — язык предков современных венгров, хантов и манси;
- финно-пермскую.

В середине II тысячелетия до н. э. из финно-пермской ветви выделился пермский праязык — язык пермян, предков современных пермских народов: удмуртов, коми (коми-зырян) и коми-пермяков, обитавших в бассейне реки Камы.
В IV—VII веках н. э. часть пермян (предки коми) переселились на северо-восток в поисках новых охотничьих и рыболовных угодий. В VII веке миграция в северном направлении продолжалась под давлением тюркских булгарских племён, вторгшихся из южнорусских степей в Поволжье и нижнее Прикамье.
В VII—VIII веках сформировалось государство Волжская Булгария, куда вошла южная часть пермян, диалект которых, под сильным булгарским (древнечувашским) влиянием, лёг в основу удмуртского языка. При этом северный диалект, менее затронутый булгарским влиянием, лёг в основу общекоми языка. Распад пермского праязыка на общекоми и древнеудмуртский произошёл на рубеже 1—2 тысячелетий нашей эры. По глоттохронологическим подсчётам В. Блажка, это произошло в середине VIII века (87 % сходства), по С. К. Белых — в течение XI века (77 % сходства).

## Фонология
Прауральские корни подверглись в пермских языках особенно сильной редукции.
- Первоначальные геминаты *pp, *tt, *kk были редуцированы до одиночных глухих смычных *p, *t, *k.
- Между гласными исходные одиночные *p, *t, *k, а также *w и *x были полностью утрачены.
- Гласные второго слога были полностью утрачены. Это было скрыто в удмуртском путём добавления -ы к некоторым словам (праур. *lumi «снег» → удм. лымы против праур. *lämi «бульон» → удм. лым).
- Шипящие *s, *ś, *š остались отличными друг от друга во всех позициях, но были озвончены до *z, *ž, *ź [z ʒ ʑ] между звонкими звуками.
- Кластеры согласных были в значительной степени упрощены: в частности, носовые + смычные/аффрикатные кластеры дают звонкие смычные/аффрикаты, а смычные + шипящие кластеры дают глухие шипящие. Особенностью прапермского языка является появление звонких согласных, таких как *b, *g, даже в начале слова в унаследованном словаре, по-видимому, развитие исходных глухих согласных

Прапермская система согласных сохранилась почти без изменений в современных пермских языках.
Коми язык объединил исходный *w в /ʋ/ и претерпел изменение в конце слова *l → /ʋ/ ~ /w/ во многих диалектах. В удмуртском языке в начале слова произошёл переход *r → /d͡ʒ/ или /d͡ʑ/ (коми руч при удм. ӟичы «лиса»). Звук *ŋ сохранился только в периферийных удмуртских диалектах; в других пермских вариантах он стал /m/ рядом с задними гласными, /n/ рядом с центральными гласными, /ɲ/ рядом с передними гласными.
В более поздних русских заимствованиях могут встречаться согласные /f x t͡s/.
Согласный *w был маргинальным и встречался только в начале слова или после начального *k. Исключение — это числительное «шесть», *kwatʲ, которое в коми является единственным исконным корнем слова с начальным кластером.
Литературный коми и литературный удмуртский оба обладают системой из семи гласных /i ɯ u e ə o a/. Однако они не связаны напрямую, и для прапермского требуются многочисленные дополнительные гласные, возможно, в общей сложности до 15. Реконструкция прапермского вокализма и его развитие от прауральского всегда были загадочной темой, для которой существует несколько моделей. Существует общее согласие о существовании двух серий близких гласных, одна из которых приводит к современному /i ɯ u/ в литературном удмуртском и литературном коми-зырянском языках, другая — к соответствиям удмуртского /e ɯ u/ коми /e ə o/ (но /i ʉ u/ в коми-язьвинском языке). Предлагаемые отличительные факторы для них включают долготу (*u, *uː), напряжённость (*ʊ, *u) и высоту (*u, *o).

## Морфофонология
Корни существительных в пермских языках преимущественно односложные и неизменны с канонической формой (C)VC. Существуют также корни CV, такие как удм. ву, коми ва 'вода', и корни (C)VCC, такие как удм. урт, коми орт 'душа'. В удмуртском языке также есть ряд двусложных корней, в основном формы (C)VC-ы.
В корнях существительных с определенными конечными кластерами второй согласный появляется только тогда, когда за ним следует гласный в склоняемых или производных формах:
| Полный кластер | Сокращается до | Пример             |
| -------------- | -------------- | ------------------ |
| -nm-           | -n             | син /ɕin/ 'глаз'   |
| -pt-           | -p             | шеп /ʃep/ 'колос'  |
| -kt-           | -k             | кык /kɯk/ '2'      |
| -sk-           | -s             | мус /mus/ 'печень' |
| -ʃk-           | -ʃ             | мыш /mɯʃ/ 'спина'  |
| -ɕk-           | -ɕ             | юсь /juɕ/ 'лебедь' |

В удмуртском языке есть похожее чередование для ряда других кластеров формы звонкий согласный+/m/, в то время как в коми-зырянском добавляется ряд кластеров формы звонкий согласный+/j/.
Корень глагола «приходить»: удм. лыкты-, коми локты- также показывает чередование с простым /k/, например, в повелительном наклонении (в удмуртском только диалектно).